# 부전령산맥
부전령산맥(赴戰嶺山脈)은 함경산맥에 이어 함경남도를 동북·남서쪽으로 뻗어 있는 산맥으로 높이 2,000m 대장벽으로 개마고원의 급경사면과 완경사면의 경계선 능선이 바로 이 산맥이다. 해안쪽으로 떨어진 단층산맥이다. 동해안 저지대에서 고원지방에서 교통은 이 산맥 중에 있는 황초령(黃草嶺)·부전령(赴戰嶺)·금패령(禁牌嶺)·후치령(厚峙嶺)·황토령(黃土嶺)·차유령(車踰嶺)·무산령(茂山嶺) 등의 고개로서 겨우 통하였는데 현재는 혜산선(惠山線)을 비롯한 여러 개척철도가 통한다.